# Gson
Gson (también conocido como Google Gson) es una biblioteca de código abierto para el lenguaje de programación Java que permite la serialización y deserialización entre objetos Java y su representación en notación JSON.

## Características
- Permite la conversión entre objetos Java y JSON de una manera sencilla, simplemente invocando los métodos toJson() o fromJson().
- Permite la conversión de objetos inmutables ya existentes.
- Soporte para tipos genéricos de Java.
- Permite la representación personalizada de objetos.
- Soporte para "Objetos arbitrariamente complejos".

## Historia
La biblioteca Gson nació como un proyecto interno de Google para su propio uso. Finalmente se decidió publicarla bajo una licencia Apache License 2.0.

## Ejemplo de uso

### De objeto Java a notación JSON
Partiendo del siguiente JavaBean:
```
public
 
class
 
Persona
 
implements
 
Serializable
 
{

    
private
 
String
 
nombre
;

    
private
 
int
 
edad
;

    
public
 
String
 
getNombre
()
 
{

        
return
 
nombre
;

    
}

    
public
 
void
 
setNombre
(
String
 
nombre
)
 
{

        
this
.
nombre
 
=
 
nombre
;

    
}

    
public
 
int
 
getEdad
()
 
{

        
return
 
edad
;

    
}

    
public
 
void
 
setEdad
(
int
 
edad
)
 
{

        
this
.
edad
 
=
 
edad
;

    
}

}

```

Se puede obtener su representación JSON de la siguiente manera:
```
    
Persona
 
persona
 
=
 
new
 
Persona
();

    
persona
.
setNombre
(
"Unai"
);

    
persona
.
setEdad
(
28
);

    
Gson
 
gson
 
=
 
new
 
Gson
();
        

    
System
.
out
.
println
(
gson
.
toJson
(
persona
));

```

Con lo que obtendríamos la salida: 
```
{
"nombre"
:
"Unai"
,
"edad"
:
28
}

```

### De notación JSON a objeto Java
```
	

    
String
 
json
 
=
 
"{\"nombre\":\"Unai\",\"edad\":28}"
;

    
Gson
 
gson
 
=
 
new
 
Gson
();

    
Persona
 
persona
 
=
 
(
Persona
)
 
gson
.
fromJson
(
json
,
 
Persona
.
class
);
    

    
System
.
out
.
println
(
persona
.
getNombre
());

    
System
.
out
.
println
(
persona
.
getEdad
());

```

Con lo que obtendríamos la salida: 
```
Unai

28

```